# أزهار في العلية (رواية)
أزهار في العلّيّة (بالإنجليزية: Flowers in the Attic) هي رواية قوطية نُشرت عام 1979 لمؤلفتها في. سي. أندروز، وتمثل الكتاب الأول في سلسلة دولانغانغر، إذ تلاها كل من: بتلات في الريح، وإن كان ثمة أشواك، وبذور الأمس، وحديقة الظلال، ويوميات كريستوفر: أسرار فوكسوورث، ويوميات كريستوفر: أصداء دولانغانغر، ويوميات كريستوفر: الأخ السري. الرواية مكتوبة على لسان راوٍ متكلم، من وجهة نظر كاثي دولانغانغر. وقد حُولت إلى فيلم سينمائي مرتين، في عامي 1987 و2014. حظي الكتاب بشعبية كبيرة، وبيعت منه أكثر من 40 مليون نسخة في أنحاء العالم.

## الحبكة
في عام 1957، تعيش عائلة دولانغانغر حياةً رعوية هادئة في غلادستون، بنسلفانيا، إلى أن يموت السيد دولانغانغر في حادث سير، تاركًا وراءه زوجته كورين غارقةً في الدَين مع أربعة أطفال دون أي مهارات مهنية. تُرغَم العائلة على الانتقال للعيش مع والدي كورين الثريين، التي تشعر بالغربة عنهما. لدى وصول العائلة إلى موطن أجداد كورين، فوكسوورث هول، تلقى ترحيبًا باردًا من أوليفيا والدة كورين، التي تهرّبهم إلى غرفة نوم صغيرة موصولة بالعلية. يُقال للأطفال إن عليهم البقاء مختبئين عن جدهم، مالكولم، وإن ليس بإمكانهم مغادرة هذه الغرفة أبدًا.
يحاول الطفلان الأكبران، كاثي وكريس، أن يصلا إلى أفضل صيغة ممكنة من هذا الوضع من أجل أخويهما الأصغرين، التوأم كاري وكوري، عن طريق تحويل العلية إلى حديقة خيالية. غير أنهم يرتعبون حين تعود كورين بعد لقائها مع والديها ويرون أنها تعرضت للجلد بشكل وحشي. تعترف كورين أن أبا الأطفال المتوفي كان أخا والدها غير الشقيق، وأن سفاح القربى هذا هو سبب غربتها عن والديها. تخطط كورين لكسب حب والدها من جديد، وتأمل أن تعرفه على الأطفال ما إن تتوصل إلى طريقة لذلك.
في أول الأمر، تزور كورين أطفالها يوميًا، وتحضر لهم أحيانًا هدايا باهظة الثمن. وفي هذه الأثناء، تعنّف أوليفيا الأطفال عاطفيًا وجسديًا، ولا تكف عن التهديد بجلدهم عقابًا على أي تصرفات تعتبرها «آثمة». في فترة عيد الميلاد، تسمح كورين لكاثي وكريس بمشاهدة الضيوف في فوكسوورث هول من موقع خفي، فيريان جدهما للمرة الأولى ويريان أمهما أيضًا مع بارت وينسلو، وهو محامي مالكولم. تنخفض وتيرة زيارة الأم بعد ذلك، وتضعف رابطتها العاطفية بأبنائها، إلى حد يجعلها في آخر الأمر تصفع كريس وتهدده بالجلد.
بعد مرور عام، يكون كاثي وكريس قد دخلا سن البلوغ كلاهما وتحولا إلى والدين بديلين لكاري وكوري، اللذين لا يعودان يتعرفان إلى كورين حين تأتي في بعض الأحيان. وفي حين أن كاثي وكريس يدخلان سن الرشد، فإن نمو التوأم الجسدي يضعف بسبب النقص في الغذاء وضوء الشمس والهواء الطلق. وعلى الرغم من شعور الخزي الشخصي، يبدأ انجذاب جسدي بالتطور بين كاثي وكريس. تُمسك أوليفيا بكريس وهو يحدق إلى كاثي نصف العارية فتأمره بقص شعر أخته. يرفض كريس تنفيذ ذلك، فتهجرهم أوليفيا لمدة ثلاثة أسابيع، حتى يتضورون جوعًا. وعندما تقص كاثي شعرها بنفسها، يُستأنف تقديم الوجبات لهم وتتضمن مفاجأة هي عبارة عن كعك الدونات المحلى بالسكر.
تزور كورين أطفالها للمرة الأولى منذ ست أشهر، فتشرح لهم أنها كانت في شهر عسل مع بارت في أوروبا. تكون ردة فعل كاثي وكريس غاضبة، لكن حين تهدد كورين بأن تتوقف عن الزيارة، يتظاهران أنهما سعيدان من أجلها. وعندما يدركان أنهما لم يعد بمقدورهما الاعتماد على أمهما، يضع كريس وكاثي خطة للهروب، فيتسللان إلى المنزل ليسرقا نقودًا ومقتنيات قيمة من غرفة أمهما. وذات ليلة، تكتشف كاثي زوج أمها النائم وتقبّله. وحين يعلم كريس ما حدث، يجتاحه الغضب فيغتصب كاثي. وبعد ذلك، يغلبه الندم، وتسامحه كاثي وتقول له إنها أرادت حدوث ذلك هي أيضًا.
تتوعك صحة كوري بشدة فتوافق كورين على أخذه إلى المستشفى، لكن فقط بعد أن تقول كاثي لها إنها -إذا مات كوري- ستعثر على طريقة لجعلها تدفع الثمن. وفي اليوم التالي، تعود كورين وتخبر الأطفال أن كوري مات، زاعمةً أن السبب هو ذات الرئة. ودون تحذير، تنتقل أمهم وبارت من المنزل. وإذ يسترق كريس السمع على الخدم، يعلم أن مالكولم مات قبل أشهر وأوليفيا باتت ترش سم الجرذان على كعك الدونات في محاولة لتنظيف العلية من «الفئران». يهرب الأطفال الثلاثة المتبقون أخيرًا، ويستقلون قطارًا متجهًا إلى فلوريدا.
في محطة القطار، يفصح كريس عن اكتشافه أن ميراث كورين يشترط ألا يكون لديها أطفال من زيجتها الأولى، وأنها كانت تسممهم لتضمن ثروة أبيها لنفسها. يقرر كريس وكاثي ألا يبلغا الشرطة لأن همهما الرئيسي هو البقاء سوية وحماية كاري، التي ما تزال قاصرة. يؤكد كريس لكاثي أن بإمكانهم بدء حياة جديدة دون أمهم، لكن كاثي تقسم على الأخذ بثأرها ذات يوم.
ملاحظة: تضارُب – ثمة شيء من الارتباك المرتبط بتاريخ وصول الأطفال إلى فوكسوورث هول، إذ تذكر كاثي أنهم كانوا في العلية منذ 3 سنوات و4 أشهر و16 يومًا (بتلات في الريح – ص18). وهم غادروا في 10 نوفمبر 1960، ما يعني أنهم وصلوا في 24 يونيو 1957 تقريبًا. ومع ذلك، ففي فصول أزهار العلية الممتدة بين «وداعًا يا أبي» و«طرق إلى الثراء»، يموت الأب في أوائل مايو، ويشار إلى مرور بضعة أشهر قبل هجرهم لبيتهم في غلادستون. وفي الصفحة 231 من أزهار في العلية، يُذكر أنه «جاء أغسطس وذهب، نحن في هذا السجن منذ عام كامل».